# James Price Point
James Price Point är en udde i Australien. Den ligger i delstaten Western Australia, omkring 1 700 kilometer norr om delstatshuvudstaden Perth.
Trakten runt James Price Point är nära nog obefolkad, med mindre än två invånare per kvadratkilometer.. Det finns inga samhällen i närheten.
Savannklimat råder i trakten. Genomsnittlig årsnederbörd är 1 026 millimeter. Den regnigaste månaden är januari, med i genomsnitt 303 mm nederbörd, och den torraste är augusti, med 2 mm nederbörd.